# Битка код Акцијума
Битка код Акцијума је била поморска битка у грађанском рату између Марка Антонија и Октавијана. Водила се 2. септембра 31. п. н. е., недалеко данашњег града Превеза) у Јонском мору. Октавијановом флотом је командовао Марко Випсаније Агрипа, а Антонијевој флоти је помогла Клеопатра, краљица хеленистичког Египта. Победа је Октавијана довела то титуле принцепса и августа, тј првог римског цара. Због овог разлога датум битке се често користи да означи крај Римске републике и почетак Римског царства.

## Увод
Други тријумвират се распао због озбиљне претње коју је Октавијан осећао због Цезариона, сина Клеопатре и Јулија Цезара. Основа Октавијанове моћи била је његова веза са Цезаром путем усвојења, која му је гарантовала неопходну популарност и верност легија. Видевшу да му је положај угрожен након Антонијевог проглашавања Цезариона законитим наследником Јулија Цезара, избио је пропагандни рат између савезника који започео крај Другог тријумвирата задњег дана 33. п. н. е. На крају је Сенат лишио Марка Антонија његових тријумвирских овлашћења и објавио рат Клеопатри. Трећина Сената и двојица конзула су се придружила Антонију и 31. п. н. е. је започео рат када је Октавијанов даровити војсковођа Марко Агрипа заузео грчки град и морску луку Метону која је била верна Антонију. Марко Антоније је био одличан војник, али га је недостатак искуства ратовања на мору одвео ка краху.

## Битка
Две флоте су се среле изван Акцијског залива, ујутро 2. септембра 31. п. н. е., док је Марко Антоније предводио 220 ратних бродова кроз мореуз према отвореном мору. Тамо је срео Октавијанову флоту под командом адмирала Агрипе, која била задужена да блокира његов излаз на југ. Бродови Марка Антонија су били углавном масивне квинкереме, велике галије са масивним овновима који су могли да теже и до три тоне. Бокови галија су били ојачани бронзаним плочама и квадратним гредама који су отежавали успешан пробој сличном опремом. На Антонијеву несрећу, многи његови бродови су били без довољно посаде због епидемије маларије која је задесила његове војнике док су чекали да стигне Октавијанова флота. Многи веслачи су помрли чак и пре него што је битка почела чинећи флоту неспособном да примени тактику за коју је била одређена - велике прамчане сударе. Такође је и морал његових војника био ослабљен због прекидања линија снабдевања. Антоније је спалио бродове на које није могао више да рачуна и сакупио остатак флоте.
Октавијанова флота се састојала од углавном либурнијских бродова са боље тренираном и свежијом посадом. Његови бродови су такође били лакши и могли су да се бране избегавајући квинкереме, у поморској бици у којој је један од циљева био да се устреми на непријатељски брод и да се у исто време убије посада на палуби кишом стрела и камењем одапетим са катапулта довољно великим да обезглави човека. Пре поморске битке Антонијев војсковођа Делије је пребегао на Октавијанову страну и са собом је донео ратне планове Марка Антонија. Антоније се надао да ће његови највећи бродови потиснути Агрипино крило на северу његове линије, али је Октавијанова флота пажљиво остала ван домета. Недуго после поднева, Антоније је био приморан да рашири своју бојну линију и тако лиши флоту заштите обале и да се коначно сукоби са непријатељем.
Видевши да битка иде на Антонијеву штету, Клеопатрина флота се повукла на отворено море без борбе. Марко Антоније се повукао на мањи брод и успео да избегне битку, водећи са собом пар бродова као пратњу да помогну пробој Октавијанових линија. Они који су остали нису били те среће: Октавијанова флота их је све заробила или потопила.

## Последице
Политичке последице од ове наизглед једноставне поморске битке су биле огромне. Сви изгледи су да је војска Марка Антонија била велика као и Октавијанова, и Марко Антоније је могао озбиљно да угрози Октавијана. Као резултат изгубљене поморске битке, велики део Антонијеве војске је дезертирао без борбе са Октавијановом војском. Антоније је изгубио 19 легија и 12.000 коњаника, који су побегли под окриљем ноћи, смањивши способност Марка Антонија да се супротстави Октавијану. Упркос брзој победи код Александрије 31. јула 30. п. н. е., војска Марка Антонија је одлучила да дезертира, остављајући га без способне војске да се бори са Октавијаном.
Након дезертирања своје војске, Марко Антоније је извршио самоубиство, а Клеопатра је покушала да преговора о условима предаје са Октавијаном. Након неуспеха да избори прихватљиве услове предаје, Клеопатра је извршила самоубиство 12. августа 30. п. н. е., дозволивши да је уједе змија отровница која је наводно била сакривена у корпи урми. На крају, битка код Акцијума је резултовала губитком војске Марка Антонија, а онда и његовим поразом и римским освајањем Египта. Такође је битка означила крај Римске републике и почетак царства. Опис битке се појављује у Вергилијевој Енејиди.